# Radmila Šekerinska

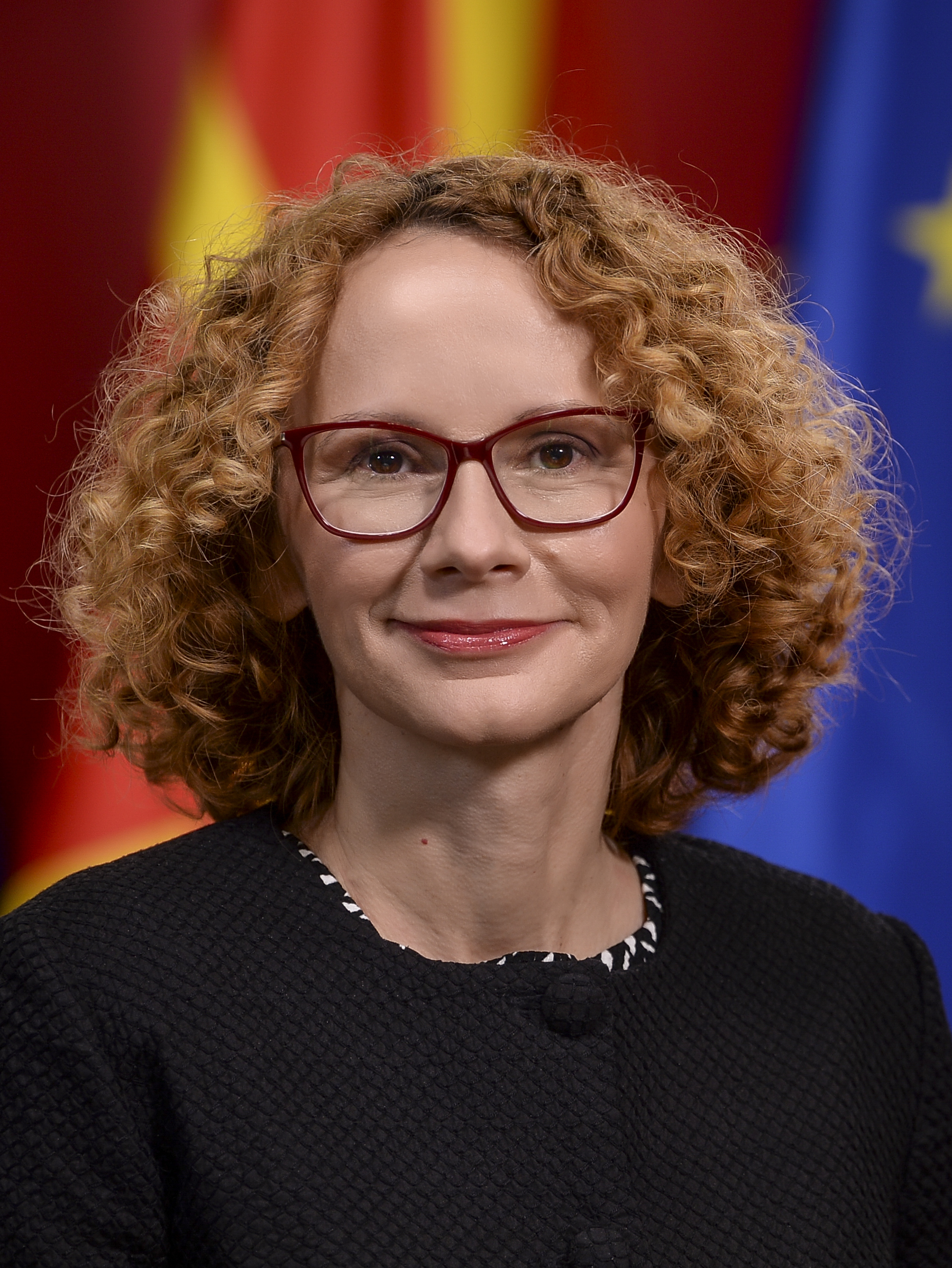
Radmila Šekerinska (2020)

Radmila Šekerinska (in kyrillischer Schrift: Радмила Шекеринска; seit 2006 auch Radmila Šekerinska Jankovska, * 10. Juni 1972 in Skopje) ist eine nordmazedonische Politikerin. Von 2006 bis 2008 war sie Vorsitzende der Sozialdemokratischen Partei Mazedoniens (SDSM) und von 2017 bis 2022 Verteidigungsministerin der Republik Mazedonien. Seit 2024 ist sie stellvertretende NATO-Generalsekretärin.

## Leben
Šekerinska studierte Elektroingenieurwesen an der Universität Skopje und war dort bis 2002 als wissenschaftliche Assistentin tätig. 1996 wurde sie in das Stadtparlament von Skopje gewählt, seit 1998 gehört sie dem Mazedonischen Parlament an. Als im Jahr 2002 das aus der SDSM und mehreren kleineren Parteien bestehende Wahlbündnis Za Makedonija zaedno (Zusammen für Mazedonien) die Parlamentswahl gewann, wurde sie Stellvertretende Premierministerin. Premierminister wurde Branko Crvenkovski, der am 12. Mai 2004 zurücktrat, um das Amt des Staatspräsidenten anzutreten. Bis zum Amtsantritt seines Nachfolgers Hari Kostov am 12. Juni 2004 war sie einen Monat lang kommissarische Premierministerin sowie erneut nach Kostovs Rücktritt am 3. November 2004 bis zum Amtsantritt von Vlado Bučkovski am 15. Dezember 2004. Am 5. November 2006 wurde sie zur Parteivorsitzenden der SDSM gewählt. Dieses Amt hatte sie bis September 2008 inne, ihr Nachfolger wurde Zoran Zaev. Von Mai 2017 bis Januar 2022 war sie Verteidigungsministerin der Republik Mazedonien. Ihre Nachfolgerin wurde Slavjanka Petrovska. Am 2. Dezember 2024 wurde Šekerinska Stellvertreterin des NATO-Generalsekretärs Mark Rutte.
Sie heiratete im September 2006 den Geschäftsführer der nordmazedonischen Filiale von Diners Club, Božidar Jankovski, und ist Mutter einer 2010 geborenen Tochter.